# Daphne (Händel)

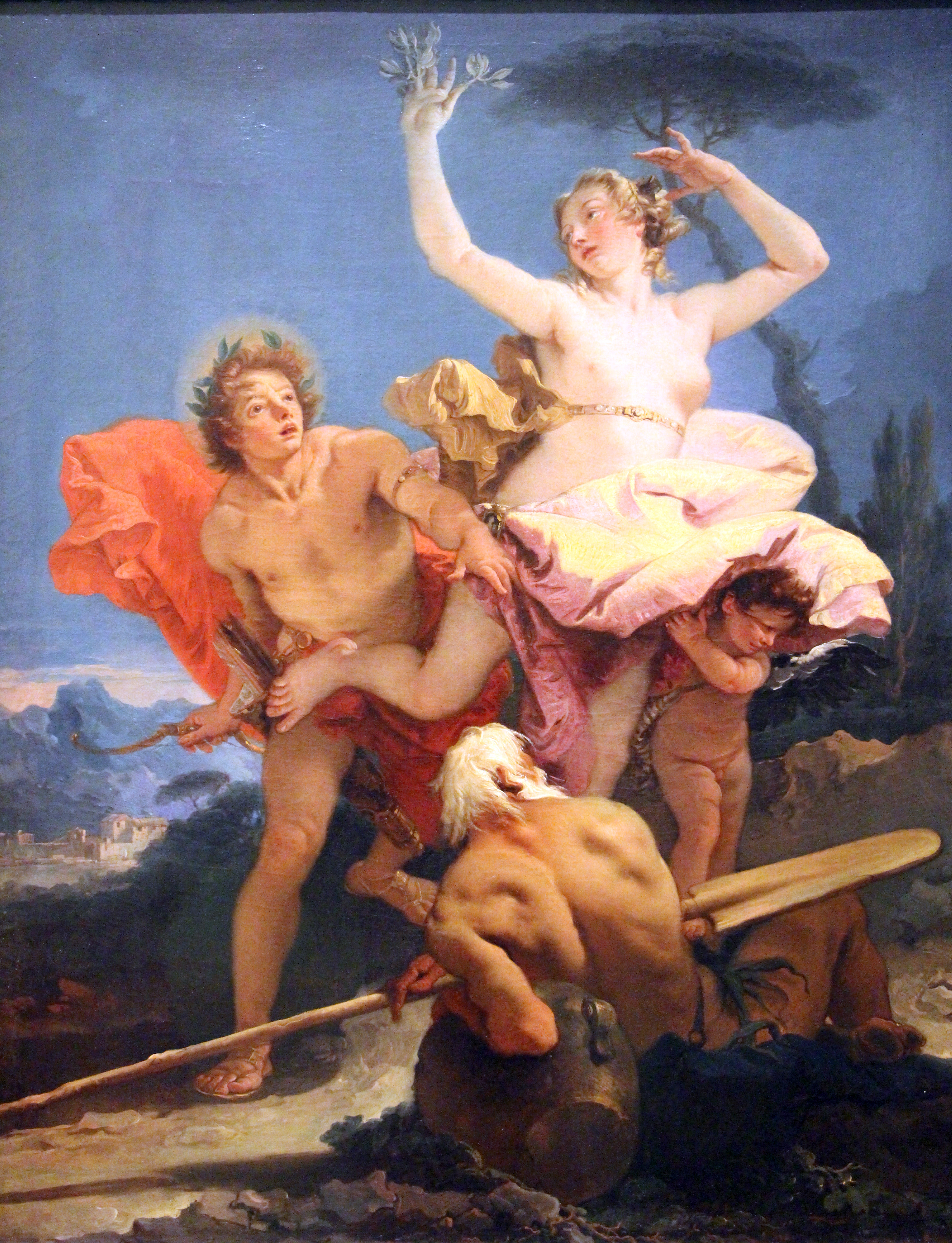
Giovan Battista Tiepolo, Apollo e Dafne

Daphne (Die verwandelte Daphne, HWV 4) è un'opera in tre atti di Georg Friedrich Händel composta nel 1706 su libretto in tedesco di Hinrich Hinsch. È la quarta opera di Händel e la sua ultima in lingua tedesca. In seguito compose solo un altro lavoro completo nella sua lingua madre: La passione di Brockes (1716). Tutte le successive opere scritte da Händel sono in italiano e la tipologia è l'opera seria.

## Storia
In origine era stata composta come un'opera singola ("Florindo und Daphne"), unita a "Florindo" (HWV 3), ma separata prima della esecuzione.
La prima esecuzione avvenne nel gennaio del 1708 al Theater am Gänsemarkt, Amburgo.
Quasi tutta la musica è andata perduta. Singole documentazioni sono state individuale in collezioni di privati.

## Ruoli
| Personaggio                                         | Descrizione                                                                         |
| --------------------------------------------------- | ----------------------------------------------------------------------------------- |
| Apollo                                              | innamorato di Dafne                                                                 |
| Dafne                                               | figlia del dio fluviale Pineus, promessa di Florindo                                |
| Florindo                                            | figlio del dio fluviale Enipheus, promesso di Dafne, segretamente amato da Alfirena |
| Lycoris                                             | ninfa, innamorata di Florindo                                                       |
| Damon pastore                                       | innamorato di Lycoris                                                               |
| Galatea                                             | vecchia ninfa familiare di Dafne                                                    |
| Alfirena                                            | figlia del dio fluviale Apidinus, segretamente innamorata di Florindo               |
| Tirsi                                               | nobile pastore del Arcadia, amico di Damon                                          |
| Cupido                                              | Dio dell'Amore                                                                      |
| Pastori, pastorelle, gente di campagna, i sacerdoti |                                                                                     |